# KKS Lech Poznań
El Lech Poznań és un club de futbol polonès de la ciutat de Poznań. Disputa els seus partits a l'estadi Poznań, amb capacitat de 42.837 espectadors.

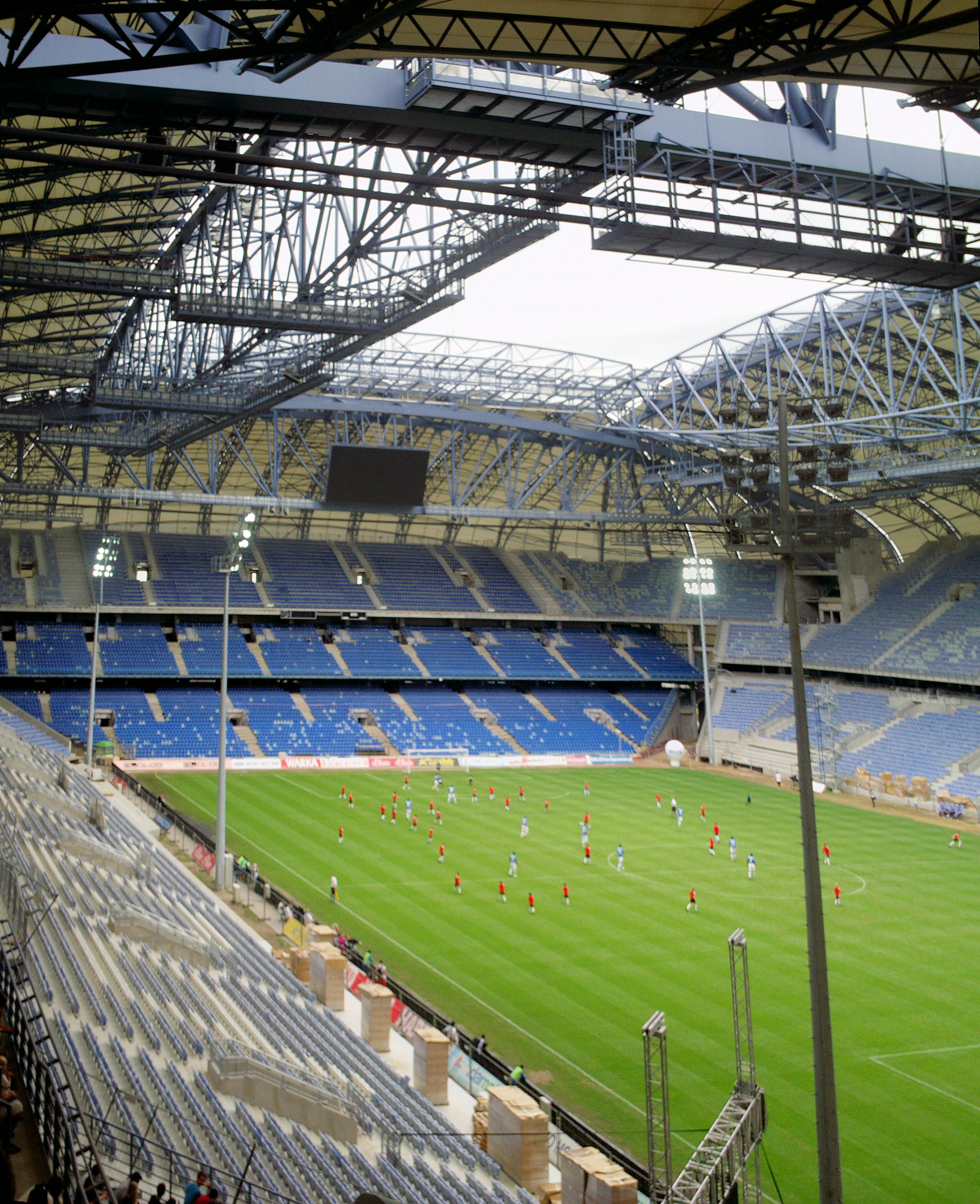
Estadi Municipal de Poznań.

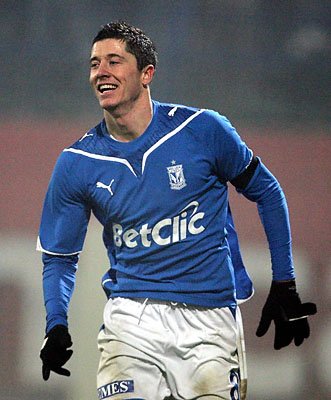
Robert Lewandowski

## Història
Evolució del nom:
- 1922: Liga Debiec
- 1929: KPW Poznań
- 1945: KKS Poznań
- 1948: ZZK Poznań
- 1949: KS Kolejarz Poznań
- 1956: KKS Lech Poznań
- 1994: PKP Lech Poznań
- 1998: WKP Lech Poznań
- 2006: KKS Lech Poznań

## Palmarès
- Lliga polonesa de futbol (9):[3]
  - 1983, 1984, 1990, 1992, 1993, 2010, 2015, 2022, 2025
- Copa polonesa de futbol:[4]
  - 1982, 1984, 1988, 2004, 2009
- Supercopa polonesa de futbol:
  - 1990, 1992, 2004, 2009, 2015

## Jugadors

### Jugadors històrics destacats

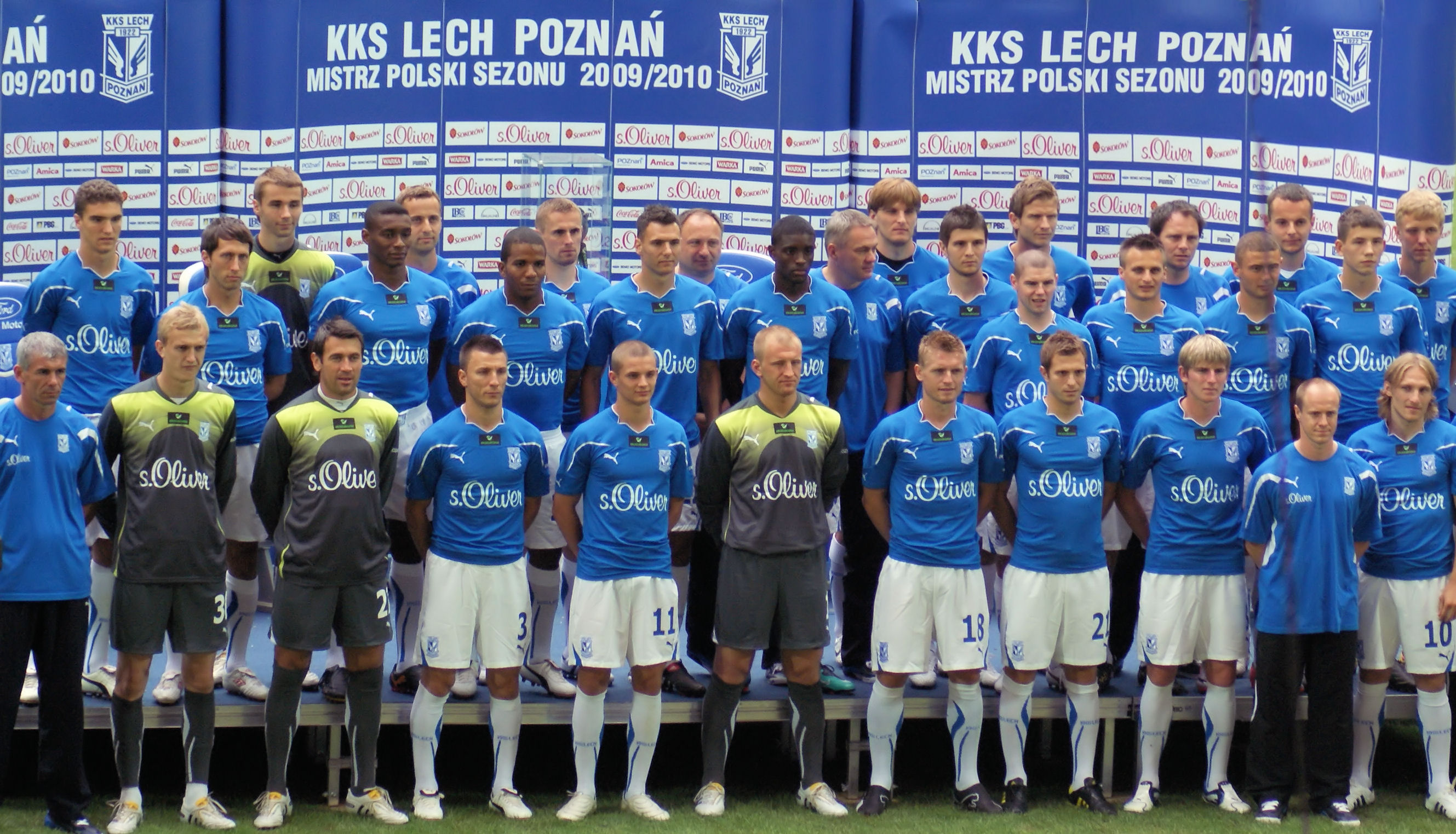
Lech Poznań 2010–11

- Teodor Anioła
- Jarosław Araszkiewicz
- Jarosław Bako
- Hieronim Barczak
- Jacek Bąk
- Edmund Białas
- Bartosz Bosacki
- Jerzy Brzęczek
- Jimmy Conrad
- Henryk Czapczyk
- Jacek Dembiński
- Czesław Jakołcewicz
- Roman Jakóbczak
- Andrzej Juskowiak
- Mirosław Justek
- Jerzy Kasalik
- Jerzy Kruszczyński
- Waldemar Kryger
- Janusz Kupcewicz
- Robert Lewandowski
- Damian Łukasik
- Henryk Miłoszewicz
- Piotr Mowlik
- Mariusz Niewiadomski
- Mirosław Okoński
- Bogusław Pachelski
- Krzysztof Pawlak
- Zbigniew Pleśnierowicz
- Jerzy Podbrożny
- Arkadiusz Radomski
- Piotr Reiss
- Marek Rzepka
- Kazimierz Sidorczuk
- Dariusz Skrzypczak
- Józef Szewczyk
- Piotr Świerczewski
- Mirosław Trzeciak
- Artur Wichniarek
- Maciej Żurawski

## Basquetbol

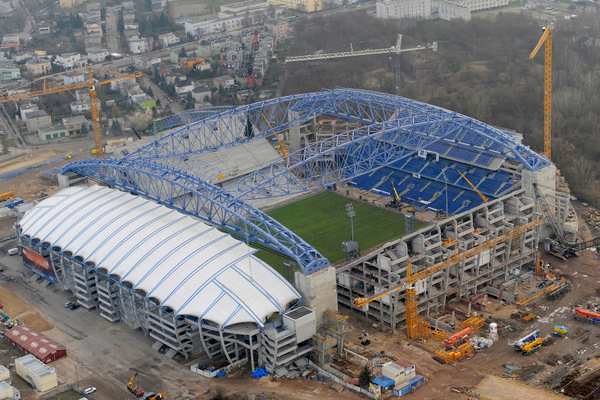
Remodelat de l'estadi Miejski a Poznań

El Lech ha estat campió polonès de bàsquet diversos cops:
- Lliga polonesa de bàsquet: 1936, 1939, 1946, 1949, 1951, 1955, 1958, 1983, 1984, 1989, 1990